# Južna Indija
Južna Indija je područje pod kojim se podrazumijevaju indijske države Andhra Pradesh, Karnataka, Kerala i Tamil Nadu, kao i teritorije Lakshadweep i Pondicherry, koje pokrivaju 19,31 % površine Indije. Za područje se rabi i izraz Dravida, spomenu u državnoj himni Indije.
Južna Indija je smještena na poluotok u Dekanskoj visoravni te je okružuju Arapsko more na zapadu, Indijski ocean na jugu i Bengalski zaljev na istoku. Zemljopis područja je raznolik i uključuje dva planinska lanca - Zapadni i Istočni Ghat, kao i visoravan u središtu. Rijeke Godavari, Krišna, Tungabhadra i Kaveri su važne izvori vode.
Većina Indijaca u južnom dijelu zemlje govori jedan od dravidskih jezika: kannada, malayalam, tamilski, telugu i tulu. Kroz povijest su dijelovima Južne Indije vladala kraljevstva čija su osvajanja imala utjecaj na južnu i Jugoistočnu Aziju te imala ulogu u povijesti i razvoju modernih država kao Šri Lanka, Singapur, Filipini, Indonezija, Tajland i Malezija. Područje je kolonizirala Britanija i postupno uključila u Britansko Carstvo.
Nakon fluktuacija u desetljećima nakon nezavisnosti Indije, gospodarstva južnoindijskih država su u posljednja tri desetljeća zabilježila rast iznad nacionalnoig prosjeka. Dok su južnoindijske države zabilježile određeni napredak prema određenim socio-ekonomskim indikatorima. jaz među staležima, nepismenost i siromaštvo i dalje ostaju problem, kao i u ostatku zemlje. Poljoprivreda je i dalje glavni izvor neto društvenog proizvoda, dok s druge strane raste informatička tehnologija. Politikom Južne Indije, za razliku od Sjeverne Indije, dominiraju male regionalne stranke umjesto velikih nacionalnih stranaka.

## Vanjsk epoveznice
- Vodič: South India na Wikivoyageu
- Južna Indija na Curlie